# Мокшански език
Мокшанският език е един от двата главни мордовски езика, който се говори в руската автономна република Мордовия.

## Писменост
Преди покръстването на народа мордва се е използвало пиктографско писмо. След създаването на СССР се използва руската кирилица без допълнителни бувки.

## Особености
- Има 7 гласни звука: /a/, /e/, /i/, /o/, /u/, /ä/, /ы/.
- Типично за уралските езици, ударението пада на първата сричка.
- Има 12 падежа.
- Речникът е повлиян от татарския език.